# James Fitzpatrick (duchowny)
James Fitzpatrick (ur. 25 listopada 1877 w Kanturk, zm. 2 października 1935 w Nowym Orleanie) – irlandzki duchowny rzymskokatolicki, misjonarz św. Józefa z Mill Hill, superior San Andrés i Providencia.

## Biografia
21 września 1901 otrzymał święcenia diakonatu, a 20 września 1902 prezbiteriatu i został kapłanem Stowarzyszenia Misjonarzy św. Józefa z Mill Hill.
W 1912 papież Pius X mianował go superiorem misji "sui iuris" San Andrés i Providencia. Był historycznie pierwszym przełożonym, powstałej tego samego roku jednostki terytorialnej Kościoła katolickiego, obejmującej kolumbijski archipelag San Andrés i Providencia. Urząd ten objął w marcu 1913 i pełnił do sierpnia 1920, gdy przyjęta została jego rezygnacja.
W późniejszych latach pracował w Stanach Zjednoczonych, od 21 kwietnia 1923 będąc inkardynowany do archidiecezji nowoorleańskiej. Zmarł 2 października 1935 w Nowym Orleanie i został pochowany na tamtejszym Cmentarzu Świętego Patryka.